# Keilaälven
Keilaälven (estniska: Keila jõgi) är en flod i nordvästra Estland. Den är 112 km lång och därmed Estlands femte längsta. Dess källa är våtmarken Viirika soo i Rapla kommun i landskapet Raplamaa. Ån mynnar i bukten Lohusalu laht i Finska viken vid småköpingen (estniska: alevik) Keila-Joa som ligger i Lääne-Harju kommun i landskapet Harjumaa. 
Keila jõgi rinner i nordvästlig riktning, sammanflödar med högerbiflödet Atla jõgi och passerar sedan köpingen (alev) Kohila. Därefter rinner ån in i landskapet Harjumaa, passerar småköpingen Kiisa, utgör gräns mellan kommunerna Saku och Saue, sammanflödar med vänsterbiflödet Maidla jõgi, passerar staden Keila och följer därefter gränsen mellan kommunerna Lääne-Harju och Harku. Drygt en kilometer före utflödet i Finska viken ligger det sex meter höga och cirka 65 meter breda Keilafallet i Keila-Joa. Vid vattenfallet ligger Keila-Joa herrgård.  

## Bildgalleri

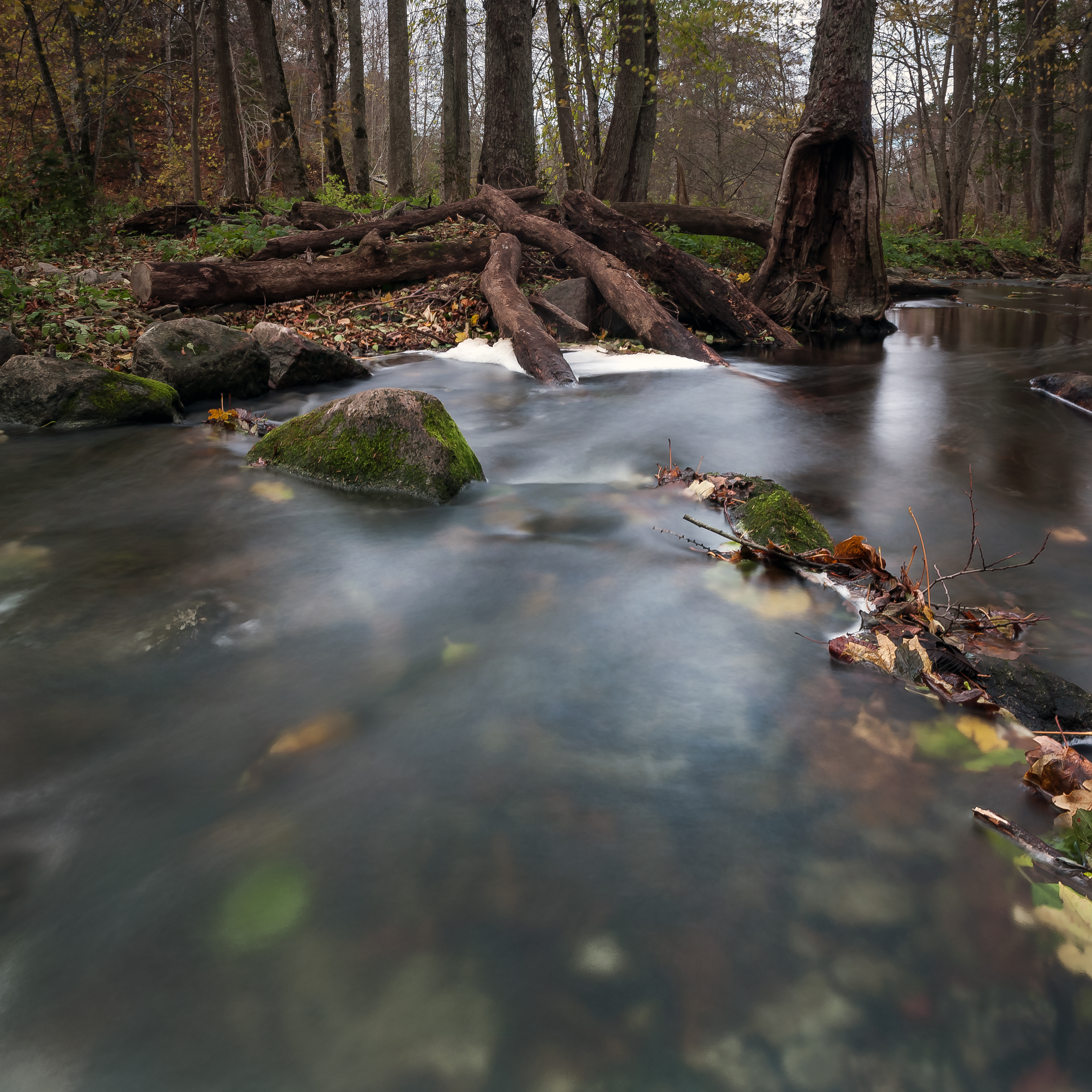
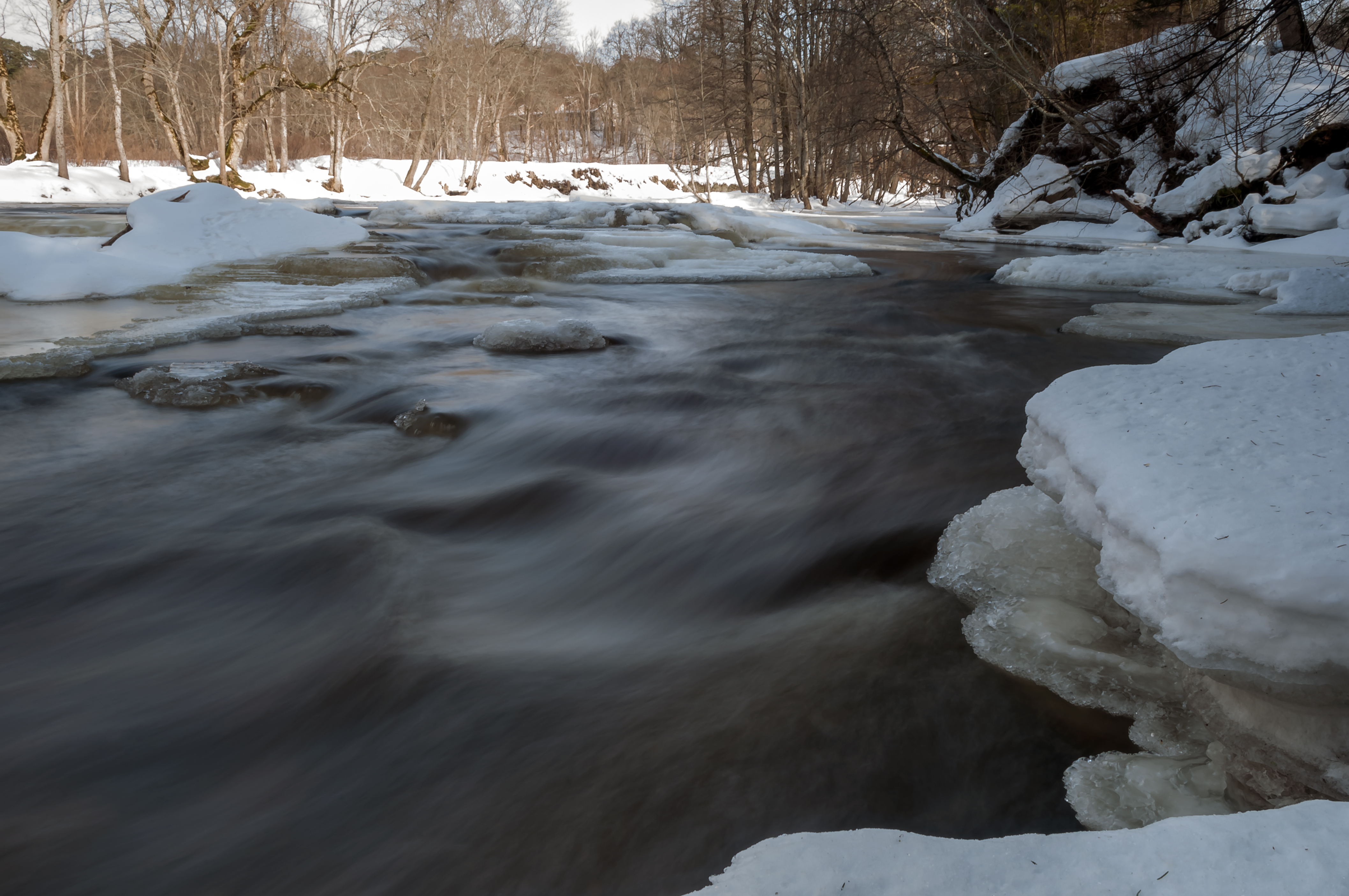
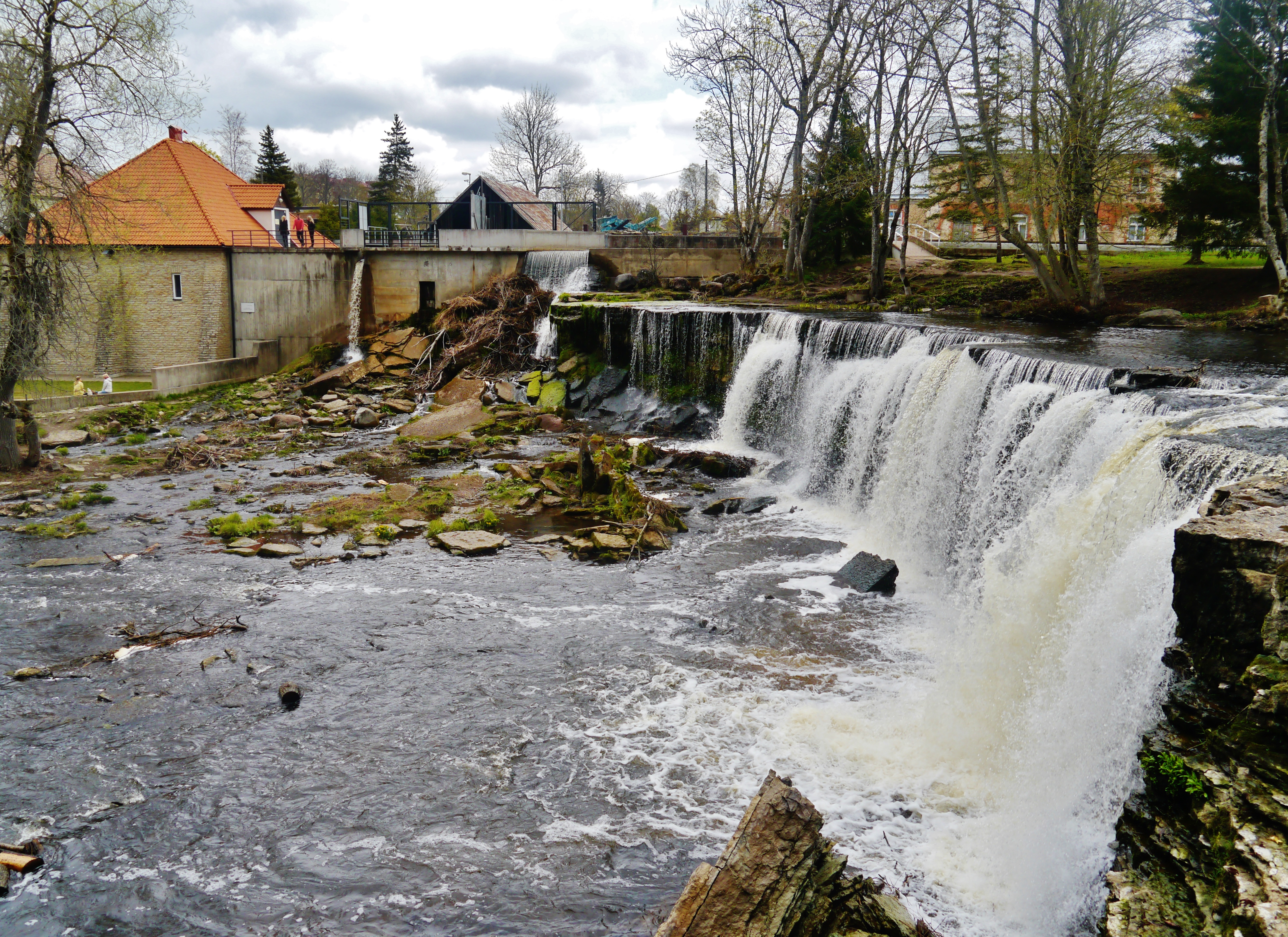

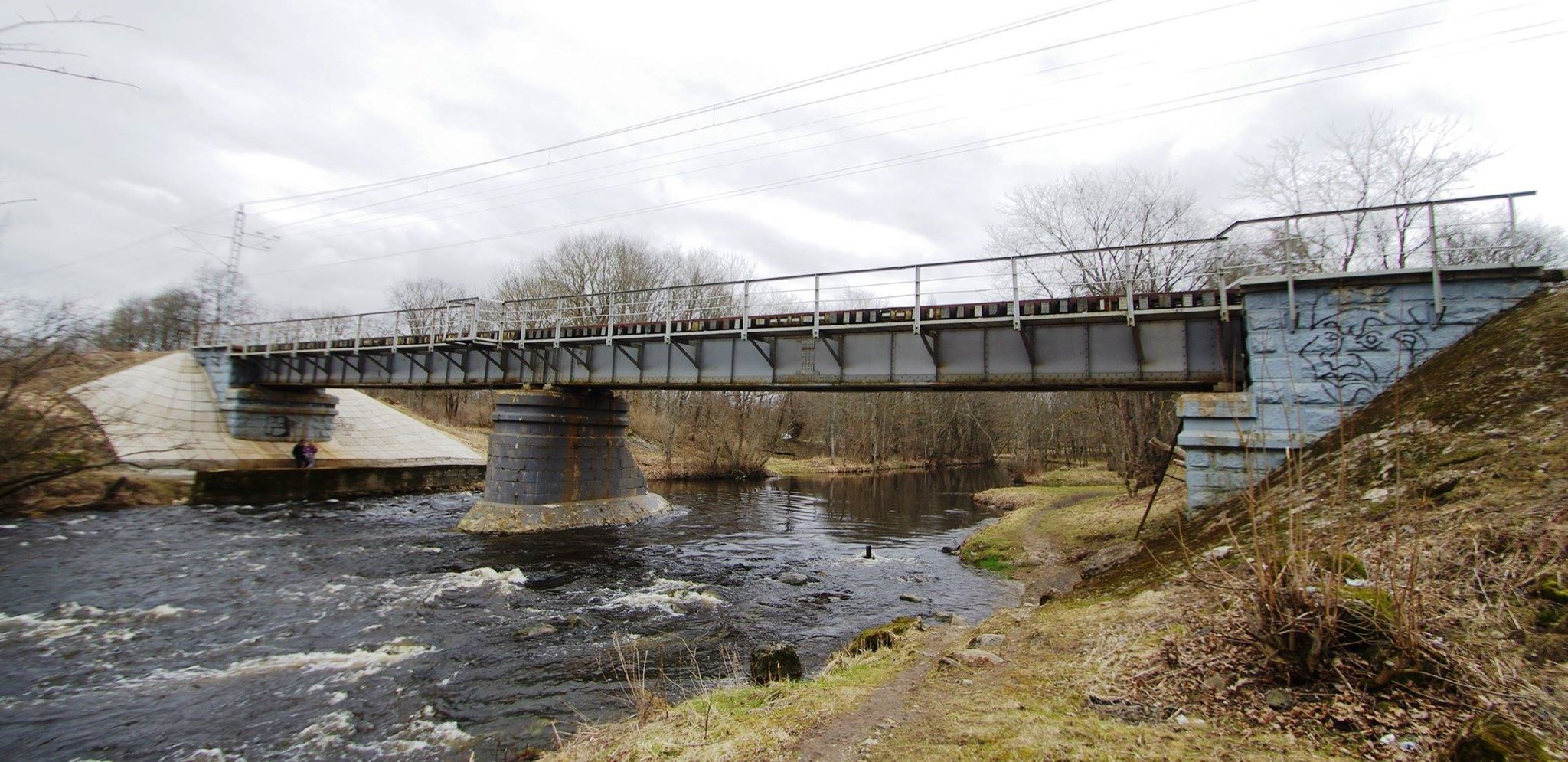
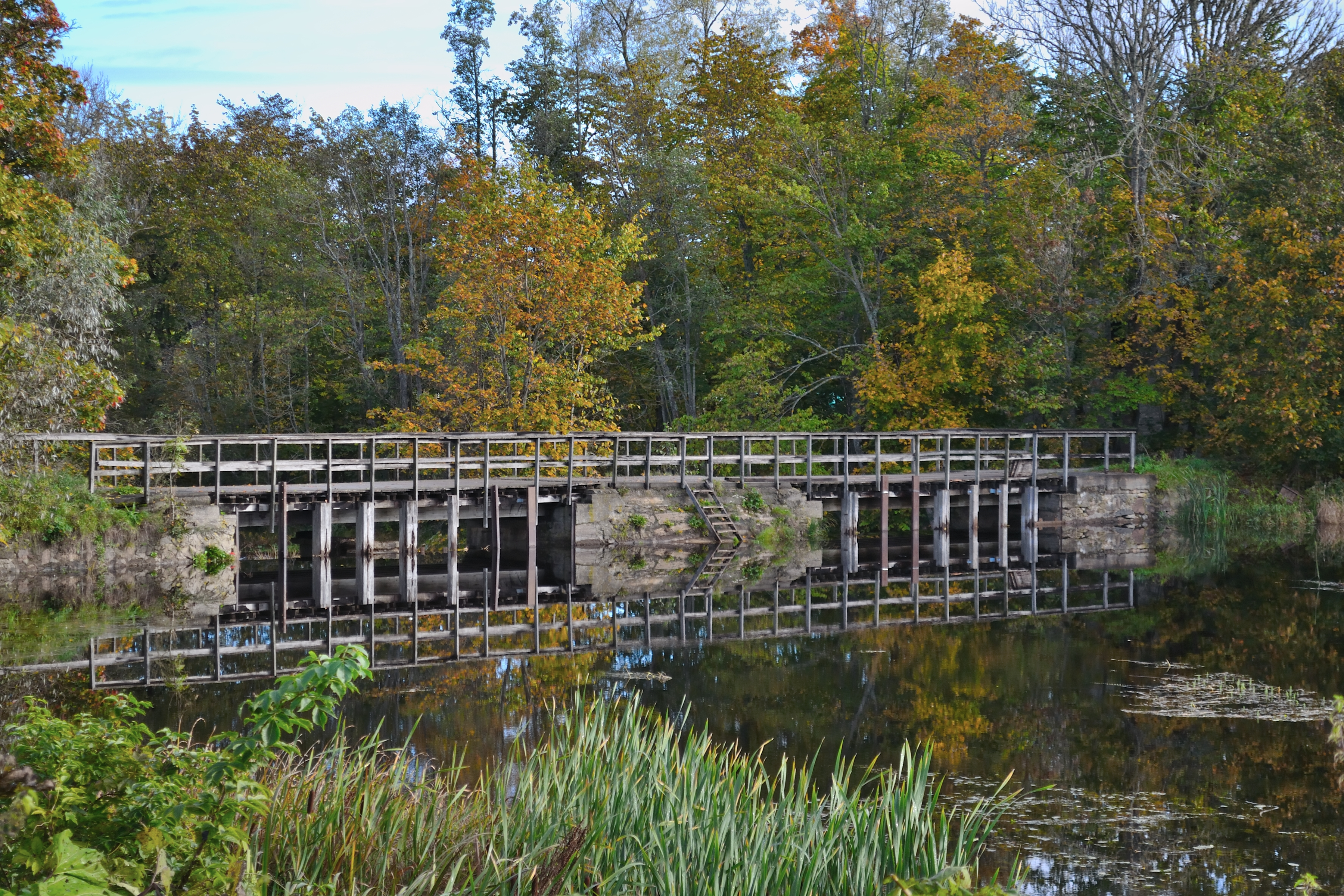
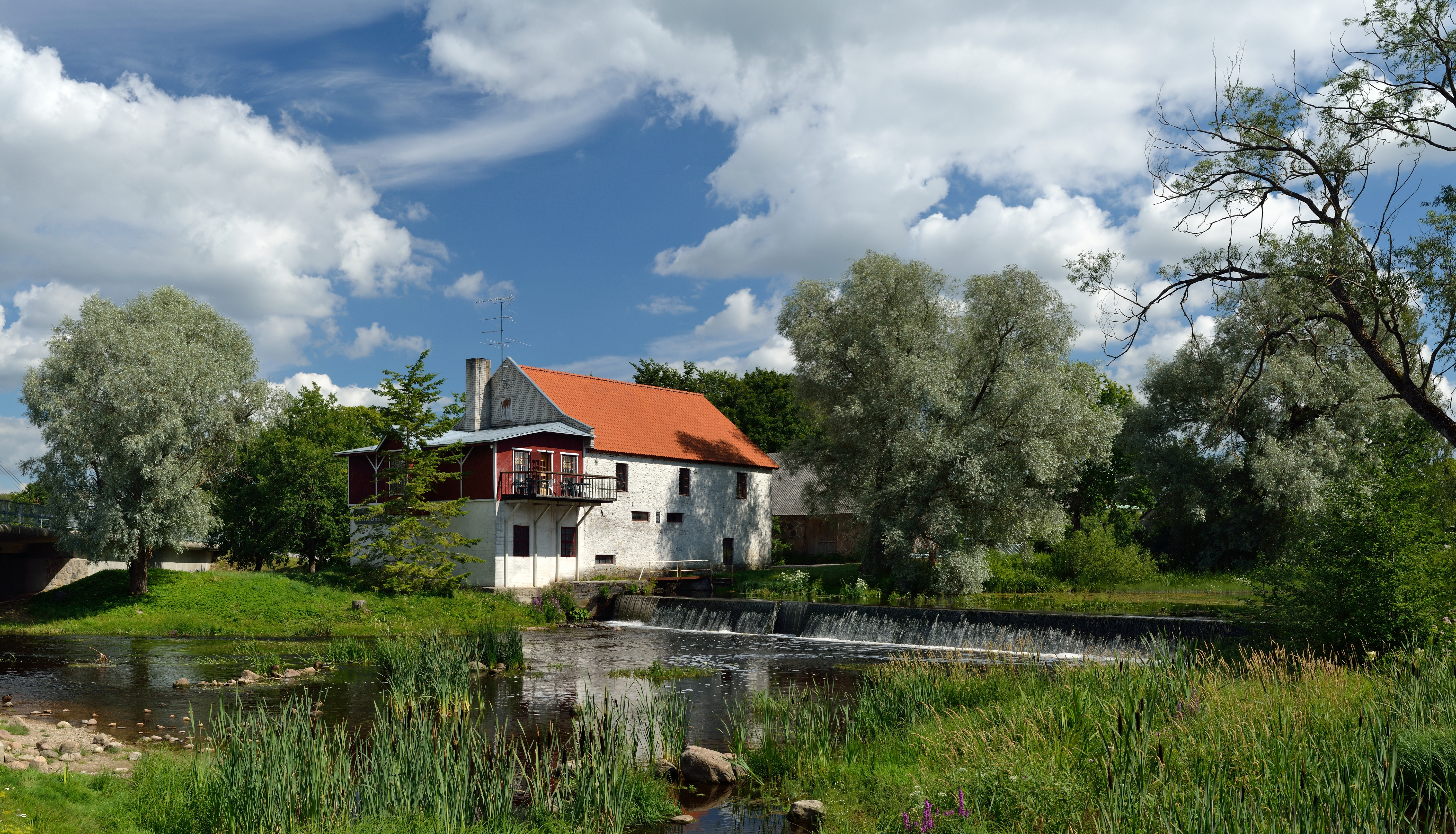
Kohila vattenkvarn och damm.